# Esdoornsnavelkogeltje
Het esdoornsnavelkogeltje (Gnomonia cerastis) is een schimmel behorend tot de familie Gnomoniaceae. Hij komt voor in loofbossen. Hij is bekend van bladstelen van esdoorn (Acer).

## Verpsreiding
In Nederland komt het esdoornsnavelkogeltje matig algemeen voor.